# Església parroquial de Sant Pere (Gaibiel)
L'Església Parroquial de Sant Pere Apòstol de Gaibiel, a la comarca de l'Alt Palància, és un temple  catòlic, declarat Bé de Rellevància Local, amb codi identificatiu 12.07.065-001, segons consta a la Direcció General de Patrimoni Artístic de la Generalitat Valenciana.
Es troba localitzada a la plaça de la Constitució s/n del mateix nucli poblacional de Gaibiel. I pot considerar-se un temple construït seguint l'estil barroc acadèmic.

## Història
Es considera que van iniciar les obres de construcció de l'església en 1792, sent bisbe Lorenzo Gómez de Haedo (1784 - 1809). No obstant això es compta amb documentació que acredita l'existència d'un temple cristià en dates molt més primerenques, 1277.
Es tractaria en un primer moment d'un edifici de dimensions moderades que havia de ser l'anterior mesquita, que hauria estat reconvertida després de la conquesta per part de les tropes del rei Jaume I d'Aragó, i administrada com Rectoria de moriscos.
Més tard, ja al segle xvi, quan estava exercint el càrrec eclesiàstic de Bisbe Gaspar Jofre de Borja, es porta a terme la configuració canònica del lloc sorgint així la Rectoria de moriscs i se li posa sota el patrocini de Sant Pere Apòstol.
Malgrat això, no és fins a 1597 que no s'erigeix com a parròquia, sota el bisbat de Feliciano Figueroa, qui remet la proposa la creació de la nova parròquia de Gaibiel al rei Felip II d'Espanya, amb el que va aconseguir donar-li una major categoria a Gaibiel al pujar de rang i constituir-se en parròquia.
Ja entrat el segle xviii, en 1792 es comença a dur a terme la construcció d'un nou edifici que tindrà com a mínim el doble de les dimensions que presentava el primer temple de la localitat Amb l'ampliació de la mida es va poder donar lloc a naus laterals i recular el presbiteri, alhora que es va realitzar una elevació del sostre que serà a partir d'aquest moment voltat.

## Descripció
Els materials utilitzats per a la seva construcció en el segle xviii van ser maçoneria i carreus, utilitzant contraforts que se situen per sobre de les capelles laterals i que només poden apreciar des del costat de l'evangeli.
La construcció ha quedat encaixada entre d'altres, podent-se considerar com exempta la façana, que és mixtilínia als peus presentant volutes adossades als laterals i la rematada es fa amb boles, mentre que la porta d'accés (que és de fusta de mobila recoberta d'una xapa de ferro, que es troba decorada amb dibuixos a cisell al·lusius al titular del temple), que pot considerar-se per les seves dimensions una portada, és a llinda da, estant emmarcada per pilastres que presenten capitell  toscà i cos  arquitravat superior. Aquesta decoració queda rematada amb la presència d'una fornícula novament emmarcada en pilastres, aquesta vegada jòniques, amb un frontó curvilini decorat amb volutes adossades i cossos piramidals.
Respecte al seu interior, presenta planta basilical amb tres naus que es divideixen en quatre crugies o trams i creuer. Els suports estan realitzats amb pilars i pilastres amb  arcs de mig punt a les naus, donant origen a voltes de canó, l que presenten llunetes en la nau central i braços en el creuer, mentre que en les naus laterals tenim  voltes bufades. L'absis, la sagristia i la cúpula presenten volta de mig canó amb decoracions diverses, cassetons en els dos primers casos, i petxines i tambor amb finestres emmarcades en pilastres en el creuer, en el cas de la cúpula (que exteriorment es remata amb teula ceràmica).
Per la seva banda, el cor està en alt, als peus de l'edifici, presentant davant rebaixat, donant lloc baix a una volta de canó.
La decoració de l'interior (que a més presenta motius en guixeries i rosetes) es va realitzar en aquesta ampliació, fent al gust de l'època, que era l'estil barroc. Apareixen així finestres regulars sota els arcs de les llunetes amb decoracions de fris amb tríglifs i mètopes que recorren tot l'interior. També es poden apreciar pintures murals situades a les portes d'accés (en el baix cor, sagristia ("Sant Pau") i capella de la penitència), així com en les voltes en les quals es pot destacar uns medallons decorats amb pintura valenciana (es tracta de tres medallons del segle xviii amb escenes de la vida de Sant Pere). De les petxines solament una queda amb la pintura decorativa (amb pintures sobre els "Atributs de l'Església") i en els fronts dels braços del creuer pot distingir la pintura de "L'Anunciació", "Descans de la Fugida a Egipte". A l'absis hi ha una escultura nova de Sant Pere, mentre que en el creuer, les llunetes representaven les al·legories de les quatre virtuts cardinals estaven en molt mal estat de conservació, amb simbologia de la lluna i el sol que les tapaven.
També presenta els peus del temple una torre campanar (amb planta quadra i quatre cossos), construïda amb maó en el costat de l'evangeli, i rematada en una espadanya de galeria correguda al voltant del Campanil, amb cinc campanes que es diuen: Santa Maria del Rosari, Sant Antoni, Sant Pere, la Divina Pastora i Sant Crist de la Set. Va ser restaurat en 1998.
Des 1939 la parròquia posseeix un arxiu parroquial.
L'any 2007 s'inicia un procés de restauració (amb una inversió de 67.108 euros, ha càrrec d'un conveni signat per la Diputació Provincial de València, la Generalitat Valenciana i el bisbat de les diòcesis de Tortosa i Sogorb Castelló) amb el qual es dona una nova llum a la decoració pictòrica del temple que es pressuposa és obra del pintor valencià barroc Planes.